# Saison 1996-1997 de la LHOu
Saison précédente Saison suivante
La saison 1996-1997 est la 31e saison de hockey sur glace de la Ligue de hockey de l'Ouest. Les Hurricanes de Lethbridge remporte la Coupe du Président en battant en finale les Thunderbirds de Seattle.

## Saison régulière
Ajout à la ligue avant le début de la saison du Ice d'Edmonton qui devient la dix-huitième franchise active. Par cet ajout, les Broncos de Swift Current sont transférés à la division Est.
| Équipe                   | PJ | V  | D  | N | Pts | BP  | BC  |
| ------------------------ | -- | -- | -- | - | --- | --- | --- |
| Wheat Kings de Brandon   | 72 | 47 | 24 | 1 | 95  | 339 | 208 |
| Broncos de Swift Current | 72 | 44 | 23 | 5 | 93  | 336 | 243 |
| Pats de Regina           | 72 | 42 | 27 | 3 | 87  | 326 | 259 |
| Warriors de Moose Jaw    | 72 | 36 | 29 | 7 | 79  | 278 | 240 |
| Raiders de Prince Albert | 72 | 29 | 34 | 9 | 67  | 235 | 262 |
| Blades de Saskatoon      | 72 | 18 | 48 | 6 | 42  | 227 | 344 |

| Équipe                   | PJ | V  | D  | N | Pts | BP  | BC  |
| ------------------------ | -- | -- | -- | - | --- | --- | --- |
| Hurricanes de Lethbridge | 72 | 47 | 22 | 3 | 97  | 342 | 248 |
| Rebels de Red Deer       | 72 | 43 | 26 | 3 | 89  | 317 | 297 |
| Tigers de Medicine Hat   | 72 | 39 | 32 | 1 | 79  | 270 | 278 |
| Hitmen de Calgary        | 72 | 15 | 53 | 4 | 34  | 199 | 360 |
| Ice d'Edmonton           | 72 | 14 | 56 | 2 | 30  | 231 | 395 |

| Équipe                   | PJ | V  | D  | N | Pts | BP  | BC  |
| ------------------------ | -- | -- | -- | - | --- | --- | --- |
| Winter Hawks de Portland | 72 | 46 | 21 | 5 | 97  | 300 | 196 |
| Thunderbirds de Seattle  | 72 | 41 | 27 | 4 | 86  | 311 | 249 |
| Chiefs de Spokane        | 72 | 35 | 33 | 4 | 74  | 260 | 235 |
| Rockets de Kelowna       | 72 | 35 | 35 | 2 | 72  | 298 | 314 |
| Blazers de Kamloops      | 72 | 28 | 37 | 7 | 63  | 256 | 285 |
| Cougars de Prince George | 72 | 28 | 39 | 5 | 61  | 238 | 287 |
| Americans de Tri-City    | 72 | 22 | 43 | 7 | 51  | 225 | 288 |

### Meilleurs pointeurs
| Joueur          | Équipe        | PJ | B  | A  | Pts | Pun |
| --------------- | ------------- | -- | -- | -- | --- | --- |
| Todd Robinson   | Portland      | 71 | 38 | 96 | 134 | 53  |
| Byron Ritchie   | Lethbridge    | 63 | 50 | 76 | 126 | 86  |
| Patrick Marleau | Seattle       | 71 | 51 | 74 | 125 | 22  |
| Peter Schaefer  | Brandon       | 61 | 49 | 74 | 123 | 66  |
| B.J. Young      | Red Deer      | 63 | 58 | 56 | 114 | 72  |
| Josh St. Louis  | Swift Current | 65 | 57 | 51 | 108 | 20  |
| Brett McLean    | Kelowna       | 72 | 44 | 60 | 104 | 89  |
| Kelly Smart     | Brandon       | 69 | 39 | 60 | 99  | 8   |
| Joshua Holden   | Regina        | 58 | 49 | 49 | 98  | 111 |
| Greg Schmidt    | Red Deer      | 66 | 45 | 53 | 98  | 97  |

### Meilleurs gardiens
| Joueur             | Équipe            | PJ | Min. | V  | D  | N | BC  | Bl | Arr.   | Moy  |
| ------------------ | ----------------- | -- | ---- | -- | -- | - | --- | -- | ------ | ---- |
| Brian Elder        | Brandon           | 52 | 2930 | 32 | 15 | 0 | 132 | 2  | 90,6 % | 2,70 |
| Brent Belecki      | Portland          | 27 | 1568 | 17 | 7  | 1 | 71  | 1  | 90,9 % | 2,72 |
| Chris Wickenheiser | Red Deer/Portland | 41 | 2428 | 24 | 14 | 3 | 110 | 3  | 91,3 % | 2,72 |
| David Haun         | Brandon           | 27 | 1442 | 15 | 9  | 1 | 72  | 1  | 89,8 % | 3,00 |
| Donavon Nunweiler  | Moose Jaw         | 56 | 3278 | 27 | 21 | 5 | 166 | 6  | 90,7 % | 3,04 |

## Séries éliminatoires
|  | Huitièmes de finale      | Huitièmes de finale     |                          |   | Quarts de finale | Quarts de finale |  |  | Demi-finales | Demi-finales |  |  | Finale | Finale |
|  | Huitièmes de finale      | Huitièmes de finale     |                          |   | Quarts de finale | Quarts de finale |  |  | Demi-finales | Demi-finales |  |  | Finale | Finale |
|  |                          |                         |                          |   |                  |                  |  |  |              |              |  |  |        |        |
|  |                          |                         |                          |   |                  |                  |  |  |              |              |  |  |        |        |
|  |                          |                         |                          |   |                  |                  |  |  |              |              |  |  |        |        |
|  | Hurricanes de Lethbridge | 4                       |                          |   |                  |                  |  |  |              |              |  |  |        |        |
|  | Hurricanes de Lethbridge | 4                       |                          |   |                  |                  |  |  |              |              |  |  |        |        |
|  | Raiders de Prince Albert | 0                       |                          |   |                  |                  |  |  |              |              |  |  |        |        |
|  | Raiders de Prince Albert | 0                       | Hurricanes de Lethbridge | 4 |                  |                  |  |  |              |              |  |  |        |        |
|  |                          |                         | Hurricanes de Lethbridge | 4 |                  |                  |  |  |              |              |  |  |        |        |
|  |                          | Warriors de Moose Jaw   | 2                        |   |                  |                  |  |  |              |              |  |  |        |        |
|  | Wheat Kings de Brandon   | Warriors de Moose Jaw   | 2                        | 2 |                  |                  |  |  |              |              |  |  |        |        |
|  | Wheat Kings de Brandon   |                         |                          | 2 |                  |                  |  |  |              |              |  |  |        |        |
|  | Warriors de Moose Jaw    | 4                       |                          |   |                  |                  |  |  |              |              |  |  |        |        |
|  | Warriors de Moose Jaw    | 4                       | Hurricanes de Lethbridge | 4 |                  |                  |  |  |              |              |  |  |        |        |
|  |                          |                         | Hurricanes de Lethbridge | 4 |                  |                  |  |  |              |              |  |  |        |        |
|  |                          | Rebels de Red Deer      | 1                        |   |                  |                  |  |  |              |              |  |  |        |        |
|  | Broncos de Swift Current | Rebels de Red Deer      | 1                        | 4 |                  |                  |  |  |              |              |  |  |        |        |
|  | Broncos de Swift Current |                         |                          | 4 |                  |                  |  |  |              |              |  |  |        |        |
|  | Tigers de Medicine Hat   | 0                       |                          |   |                  |                  |  |  |              |              |  |  |        |        |
|  | Tigers de Medicine Hat   | 0                       | Broncos de Swift Current | 2 |                  |                  |  |  |              |              |  |  |        |        |
|  |                          |                         | Broncos de Swift Current | 2 |                  |                  |  |  |              |              |  |  |        |        |
|  |                          | Rebels de Red Deer      | 4                        |   |                  |                  |  |  |              |              |  |  |        |        |
|  | Rebels de Red Deer       | Rebels de Red Deer      | 4                        | 4 |                  |                  |  |  |              |              |  |  |        |        |
|  | Rebels de Red Deer       |                         |                          | 4 |                  |                  |  |  |              |              |  |  |        |        |
|  | Pats de Regina           | 1                       |                          |   |                  |                  |  |  |              |              |  |  |        |        |
|  | Pats de Regina           | 1                       | Hurricanes de Lethbridge | 4 |                  |                  |  |  |              |              |  |  |        |        |
|  |                          |                         | Hurricanes de Lethbridge | 4 |                  |                  |  |  |              |              |  |  |        |        |
|  |                          | Thunderbirds de Seattle | 0                        |   |                  |                  |  |  |              |              |  |  |        |        |
|  | Winter Hawks de Portland | Thunderbirds de Seattle | 0                        | 2 |                  |                  |  |  |              |              |  |  |        |        |
|  | Winter Hawks de Portland |                         |                          | 2 |                  |                  |  |  |              |              |  |  |        |        |
|  | Cougars de Prince George | 4                       |                          |   |                  |                  |  |  |              |              |  |  |        |        |
|  | Cougars de Prince George | 4                       | Cougars de Prince George | 3 |                  |                  |  |  |              |              |  |  |        |        |
|  |                          |                         | Cougars de Prince George | 3 |                  |                  |  |  |              |              |  |  |        |        |
|  |                          | Chiefs de Spokane       | 0                        |   |                  |                  |  |  |              |              |  |  |        |        |
|  | Chiefs de Spokane        | Chiefs de Spokane       | 0                        | 4 |                  |                  |  |  |              |              |  |  |        |        |
|  | Chiefs de Spokane        |                         |                          | 4 |                  |                  |  |  |              |              |  |  |        |        |
|  | Rockets de Kelowna       | 2                       |                          |   |                  |                  |  |  |              |              |  |  |        |        |
|  | Rockets de Kelowna       | 2                       | Cougars de Prince George | 2 |                  |                  |  |  |              |              |  |  |        |        |
|  |                          |                         | Cougars de Prince George | 2 |                  |                  |  |  |              |              |  |  |        |        |
|  |                          | Thunderbirds de Seattle | 4                        |   |                  |                  |  |  |              |              |  |  |        |        |
|  | Thunderbirds de Seattle  | Thunderbirds de Seattle | 4                        | 4 |                  |                  |  |  |              |              |  |  |        |        |
|  | Thunderbirds de Seattle  |                         |                          | 4 |                  |                  |  |  |              |              |  |  |        |        |
|  | Blazers de Kamloops      | 1                       |                          |   |                  |                  |  |  |              |              |  |  |        |        |
|  | Blazers de Kamloops      | 1                       | Thunderbirds de Seattle  |   |                  |                  |  |  |              |              |  |  |        |        |
|  |                          |                         |                          |   |                  |                  |  |  |              |              |  |  |        |        |
|  |                          | Laissé-passé            |                          |   |                  |                  |  |  |              |              |  |  |        |        |
|  |                          |                         |                          |   |                  |                  |  |  |              |              |  |  |        |        |
|  |                          |                         |                          |   |                  |                  |  |  |              |              |  |  |        |        |
|  |                          |                         |                          |   |                  |                  |  |  |              |              |  |  |        |        |
|  |                          |                         |                          |   |                  |                  |  |  |              |              |  |  |        |        |

## Honneurs et trophées
- Trophée Scotty-Munro, remis au champion de la saison régulière : Hurricanes de Lethbridge.
- Trophée commémoratif des quatre Broncos, remis au meilleur joueur : Peter Schaefer, Wheat Kings de Brandon.
- Trophée Daryl-K.-(Doc)-Seaman, remis au meilleur joueur étudiant : Stefan Cherneski, Wheat Kings de Brandon.
- Trophée Bob-Clarke, remis au meilleur pointeur : Todd Robinson, Winter Hawks de Portland.
- Trophée Brad-Hornung, remis au joueur ayant le meilleur esprit sportif : Kelly Smart, Wheat Kings de Brandon.
- Trophée commémoratif Bill-Hunter, remis au meilleur défenseur : Chris Phillips, Hurricanes de Lethbridge.
- Trophée Jim-Piggott, remis à la meilleure recrue : Donavon Nunweiler, Warriors de Moose Jaw.
- Trophée Del-Wilson, remis au meilleur gardien : Brian Boucher, Americans de Tri-City.
- Trophée Dunc-McCallum, remis au meilleur entraîneur : Brent Peterson, Winter Hawks de Portland.
- Trophée Lloyd-Saunders, remis au membre exécutif de l'année : Todd McLellan, Broncos de Swift Current.
- Trophée Allen-Paradice, remis au meilleur arbitre : Tom Kowal.
- Trophée St. Clair Group, remis au meilleur membre des relations publique : Pat Garrity, Rebels de Red Deer.
- Trophée humanitaire de l'année, remis au joueur ayant démontré la meilleure implication auprès de sa communauté : Jesse Wallin, Rebels de Red Deer.
- Trophée plus-moins de la WHL, remis au joueur ayant le meilleur ratio +/- : Peter Schaefer, Wheat Kings de Brandon.
- Trophée airBC, remis au meilleur joueur en série éliminatoire : Blaine Russell, Hurricanes de Lethbridge.